# HD 33646
HD 33646，又名BD+00 975，SAO 112509、HR 1691，是一颗恒星，视星等为5.89，位于銀經200，銀緯-21.51，其B1900.0坐标为赤經5h 6m 35.8s，赤緯+0° -21.51′ 53″。